# Biblioteca Parque

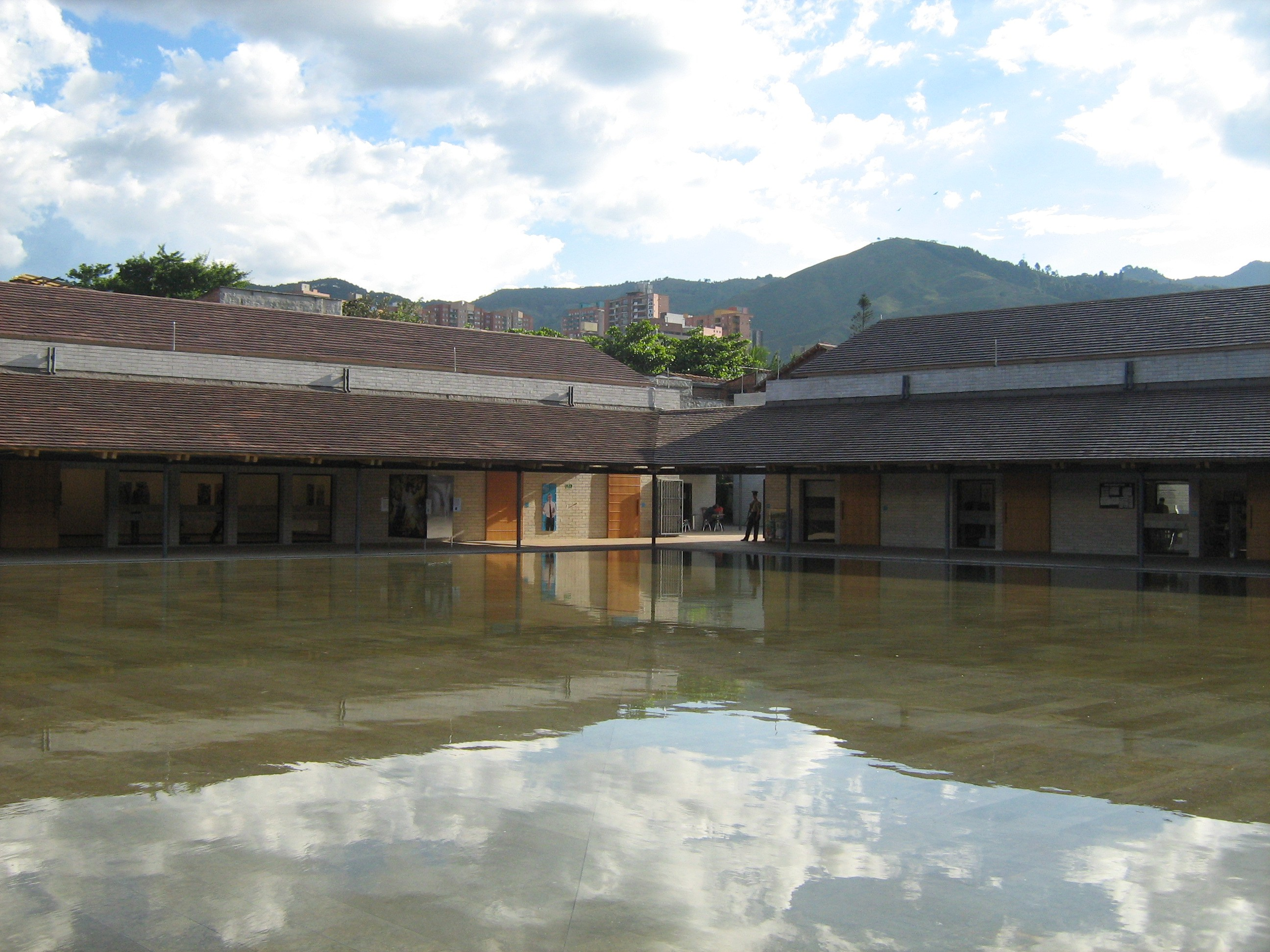
Aspecto exterior da Biblioteca Parque Belén.

Bibliotecas Parque (em espanhol, Parques Biblioteca) são complexos urbanos compostos por edifícios de uso público com arquitetura moderna e amplos espaços abertos para a circulação dos visitantes. Esses espaços públicos, que promovem diferentes tipos de atividades culturais, são o que concede ao complexo urbano o nome de Parque. O edifício central ou eixo do complexo, por ser dotado de uma biblioteca com equipamentos de informática de alta tecnologia, concede o nome de Biblioteca, sendo assim criada a expressão composta “Biblioteca Parque”.

## Definição, objetivos e visão geral das Bibliotecas Parques

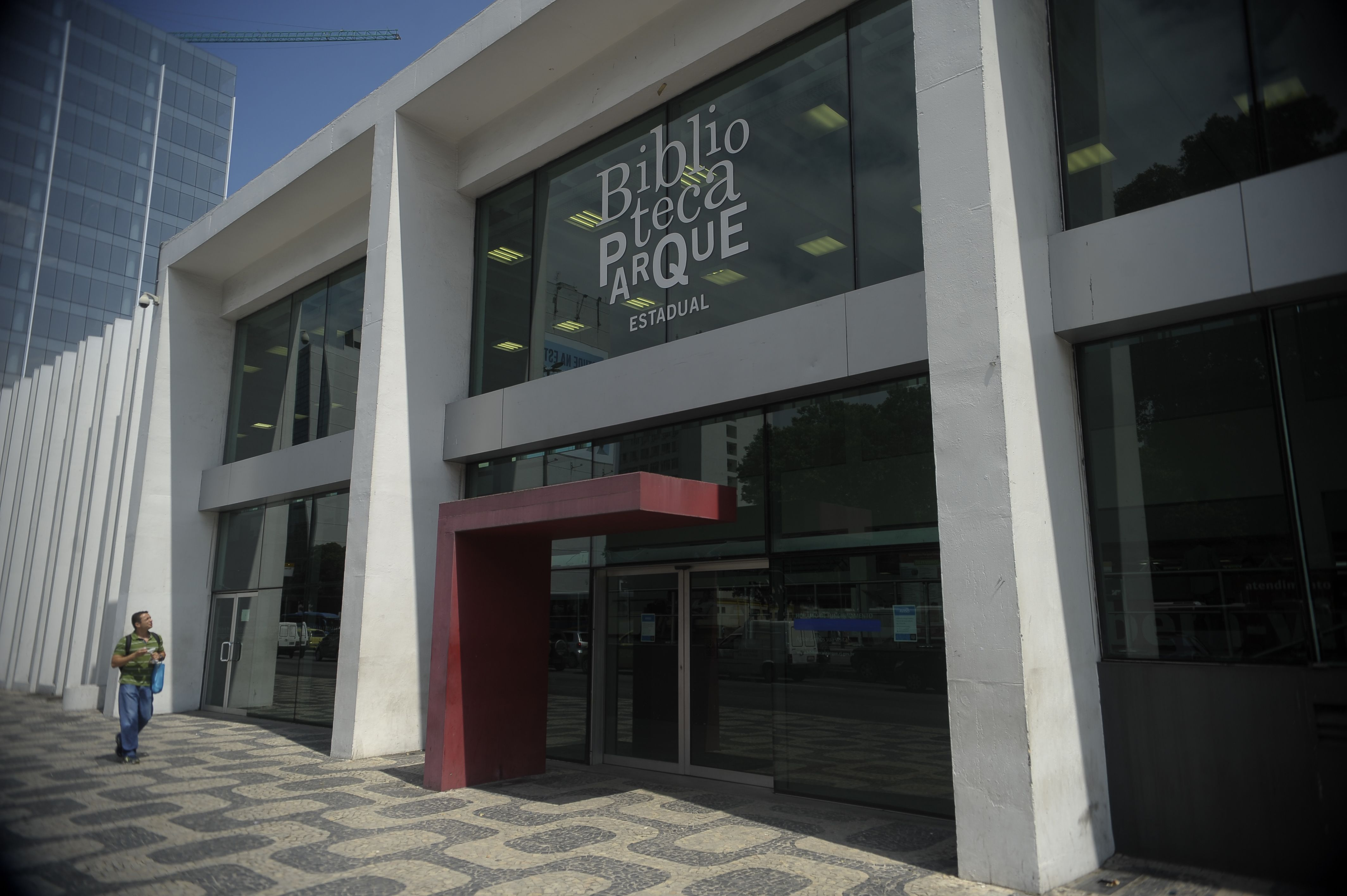
Fachada da Biblioteca Parque Estadual do Rio de Janeiro

De acordo com a administração municipal da cidade de Medellín, lugar em que as primeiras Bibliotecas Parque foram criadas, “As Bibliotecas Parques são centros culturais destinadas ao desenvolvimento social que estimulam o encontro cidadão, as atividades educativas e lúdicas, a construção de coletivos, e o enfrentamento de novos desafios em cultura digital. Também são espaços para a prestação de serviços culturais que permitem a criação cultural e o fortalecimento das organizações de bairros existentes.” 
O projeto das Bibliotecas Parque é ambicioso e inovador enquanto aposta em uma intervenção oficial na cidade via educação, cultura, equidade e inclusão das classes sociais mais pobres, vulneráveis e desprotegidas da comunidade. Os complexos urbanos foram construídos em sua totalidade em zonas antigamente marginalizadas por completo e algumas delas sendo quase favelas.
As ideias que fundamentam o projeto consistem em transformar a mentalidade das comunidades menos favorecidas, melhorar seu espaço físico e cultural, fazer com que o projeto sirva de estímulo e motor para renovação, evolução e mudanças nas comunidades, favorecer seu orgulho cidadão e sentimento de pertencimento e, obviamente, oferecer-lhes alternativas de alta tecnologia para diversão, descanso, conectividade, educação e ilustração. Por sua elegância, beleza e contribuição com o desenvolvimento da inteligência e sagacidade, as Bibliotecas Parques se transformaram em referências urbanas e arquitetônicas, como menciona o lema: “o melhor para os mais necessitados”, proporcionando ambientes interiores para o estudo e a ilustração, e espaços públicos exteriores para a interação da comunidade, por meio de atividades lúdicas e prazerosas.

## Impacto sobre a cidadania
Em seus primeiros dois anos de funcionamento em Medellín, o impacto sobre a cidadania tem sido enorme. Os beneficiários e usuários diretos das Bibliotecas Parque movem-se entre o assombro, o orgulho, o agradecimento e a esperança, e se torna especialmente comovente ver a mudança de atitude das crianças, dos jovens e dos idosos dos bairros, sem deixar de lado a população adulta.
No Brasil, as Bibliotecas Parque também apresentaram resultados positivos. Em uma entrevista publicada pelo site Agência Brasil, Vera Schroeder, superintendente da Área de Leitura e do Conhecimento da Secretaria de Estado da Cultura do Rio de Janeiro, afirmou que a Biblioteca Parque da Rocinha C4 é um um espaço de ampla difusão cultural e de aprendizado, contando, em seus primeiros quatro anos de funcionamento, com mais de 145.000 visitantes e quase 5.000 sócios. Porém, devido a problemas no funcionamento das Bibliotecas Parque brasileiras, não é possível medir a total força do impacto que essas instituições exercem e poderiam exercer sobre as comunidades.

## Arquitetura

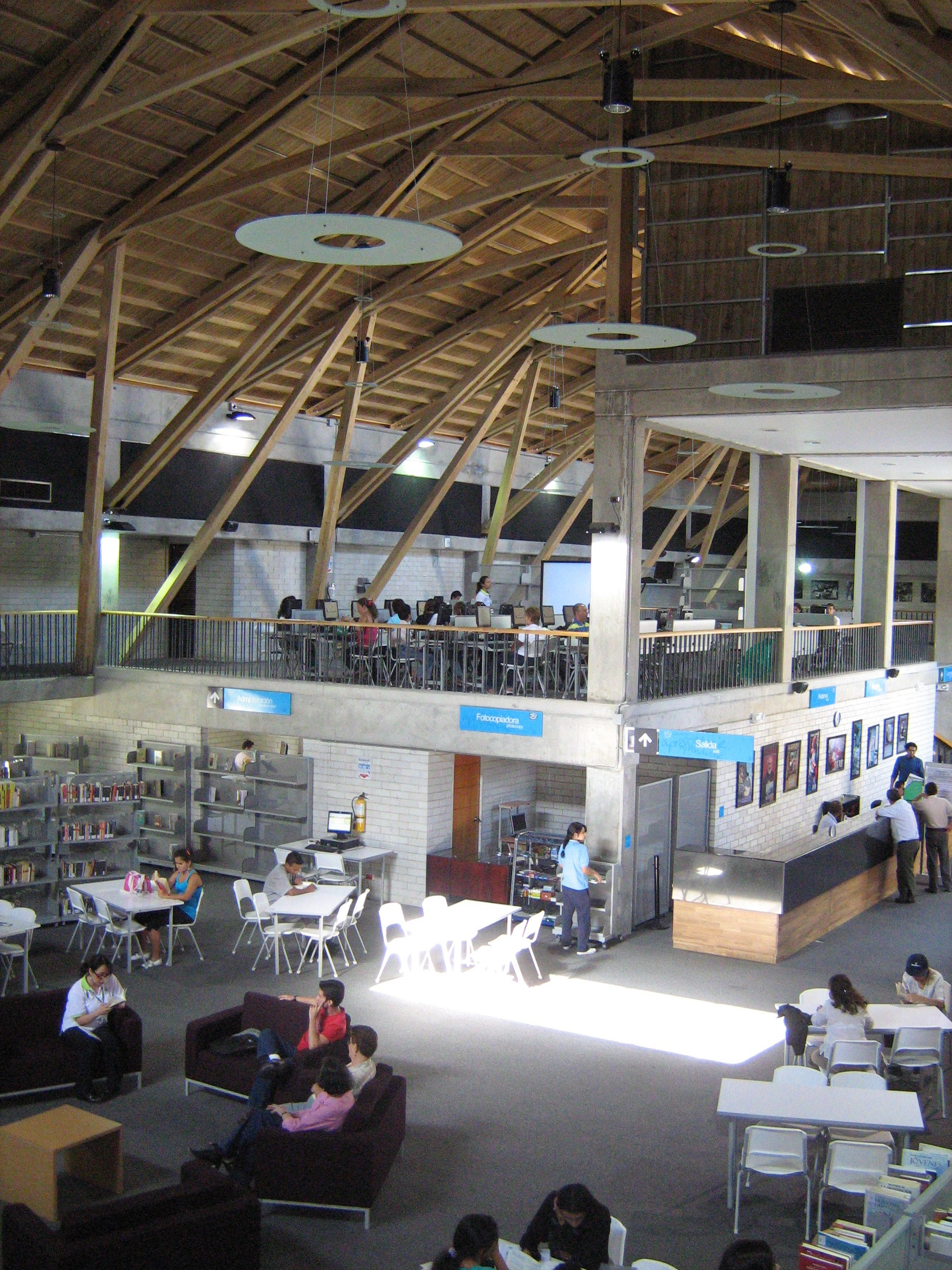
Aspecto interior da Biblioteca Parque Belén.

Arquitetos de todo mundo deixaram sua marca neste projeto. Giancarlo Mazzanti, Ricardo A Rotta Caballero e Hiroshi Naito levaram a sério a tarefa e levaram-na a uma feliz finalização, com resultados tão significativos que as mais prestigiadas publicações de arquitetura de seus respectivos países destacaram tais obras. Isso não é de se estranhar, pois o prefeito Sergio Fajardo, líder do projeto, é filho de um dos mais recordados arquitetos de Medellín, Raúl Fajardo, autor entre outras obras do famoso Edifício Coltejer, um dos ícones de Medelín.
Os arquitetos desenharam inicialmente cinco Bibliotecas Parques que já estão em funcionamento, em diferentes pontos estratégicos da cidade (outras cinco Bibliotecas Parques estão em processo de desenvolvimento). Seus nomes (em espanhol) são: Parque Biblioteca La Ladera, Parque Biblioteca San Javier, Parque Biblioteca Belen, Parque Biblioteca España e Parque Biblioteca La Quintana. 

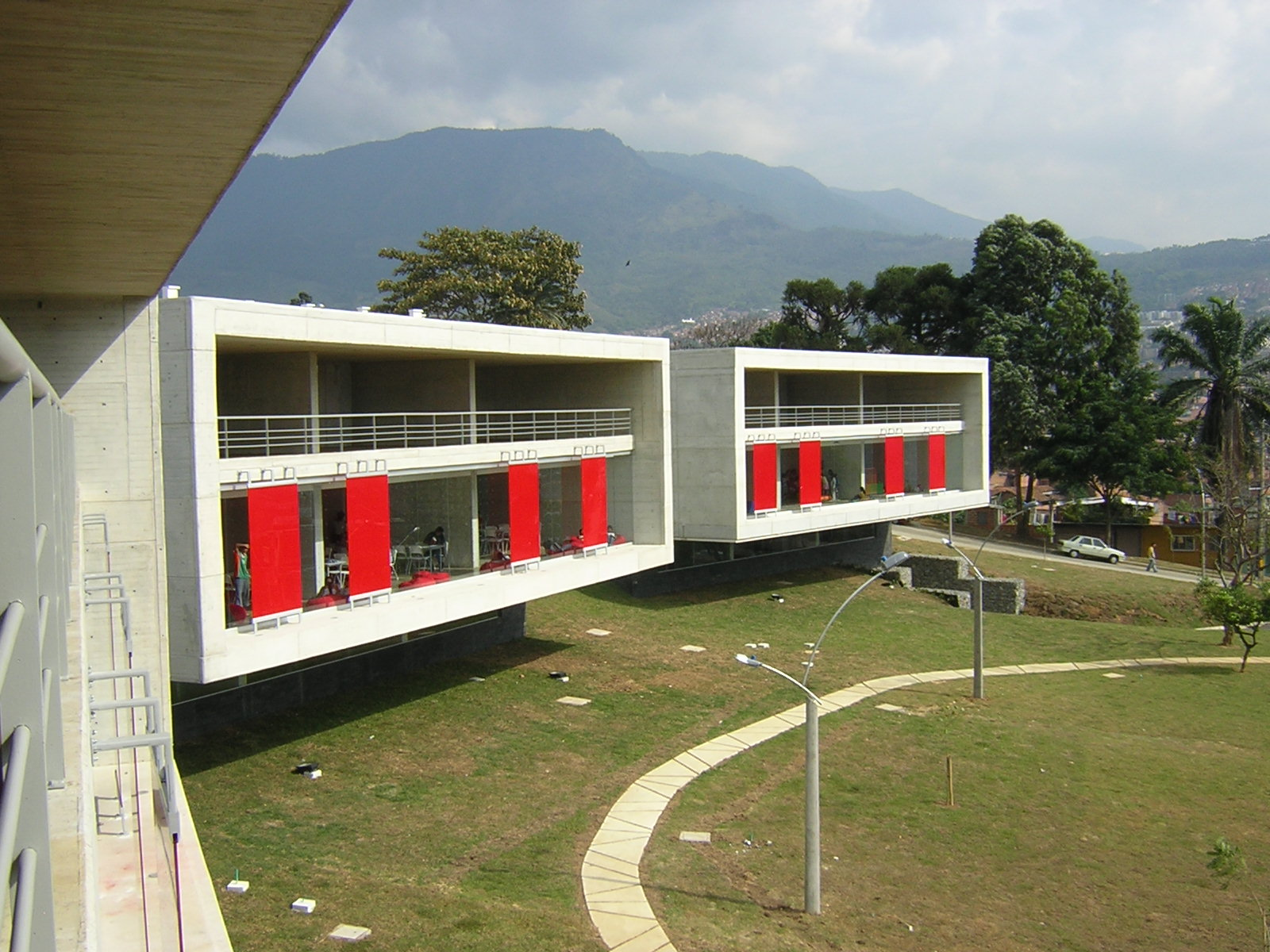
Exterior da Biblioteca Parque La Ladera.

A arquitetura especial da Biblioteca Parque España, acrescentada à visita que o antigo Rei Juan Carlos e sua esposa Sofía ofereceram à instalação, têm convertido esta obra numa espécie de símbolo de todos as Bibliotecas Parques da cidade de Medellín. É uma construção colossal e sui generis em todo o sentido, inclusive muito ousada, que se assemelha a três rochas ou meteoritos caídos do espaço e, que segundo o arquiteto Mazzanti, converteram-se em figuras que podem ser reconhecidos mesmo à distância, além de servir como um fantástico mirante da cidade. À noite, as três "rochas" ou edifícios que conformam a instalação são iluminados esplendorosamente.
A Biblioteca Parque España está situada sobre uma colina no bairro Santo Domingo, no noroeste da cidade. Na imagem que segue podem ser observados, além do aspecto noturno desta obra, aspectos adicionais das Bibliotecas Parques La Ladera e Belén.

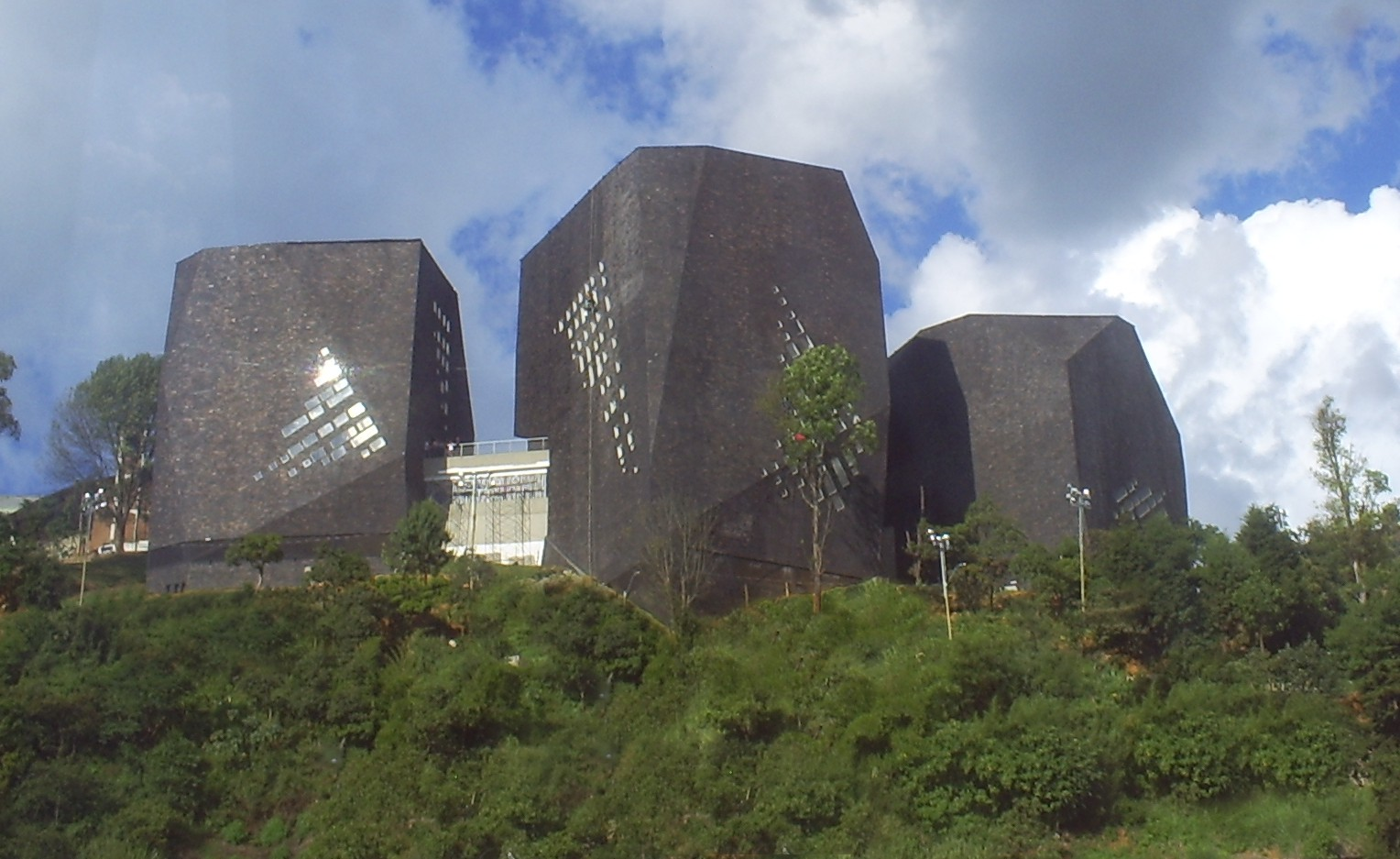
Aspecto exterior da Biblioteca Parque Espanha.

## Reconhecimento da Fundação Bill e Melinda Gates
A fundação Bill Gates outorgou o prêmio Acesso ao Conhecimento 2009, por 1 milhão de dólares, à Fundação EPM pelo uso inovador da tecnologia nas bibliotecas públicas de Medellín para promover o desenvolvimento da comunidade. Os esforços da cidade para se apossarem da tecnologia contemporânea e entregá-la a todos seus cidadãos, sem exceção, estão sendo estimulados com este prestigioso reconhecimento, e os órgãos do município se sentem orgulhosos e impulsionados para estimular o progresso nesses âmbitos educativos.
Por esse motivo, foi determinada a construção de outras cinco Bibliotecas Parque na Colômbia.

## Mais Parques Biblioteca
Cinco novas Bibliotecas Parque foram construídas, e beneficiam cerca de 784 mil pessoas por toda a cidade. Somam-se ao Sistema de Bibliotecas Públicas de Medellín e começaram a ser utilizadas em 2011.

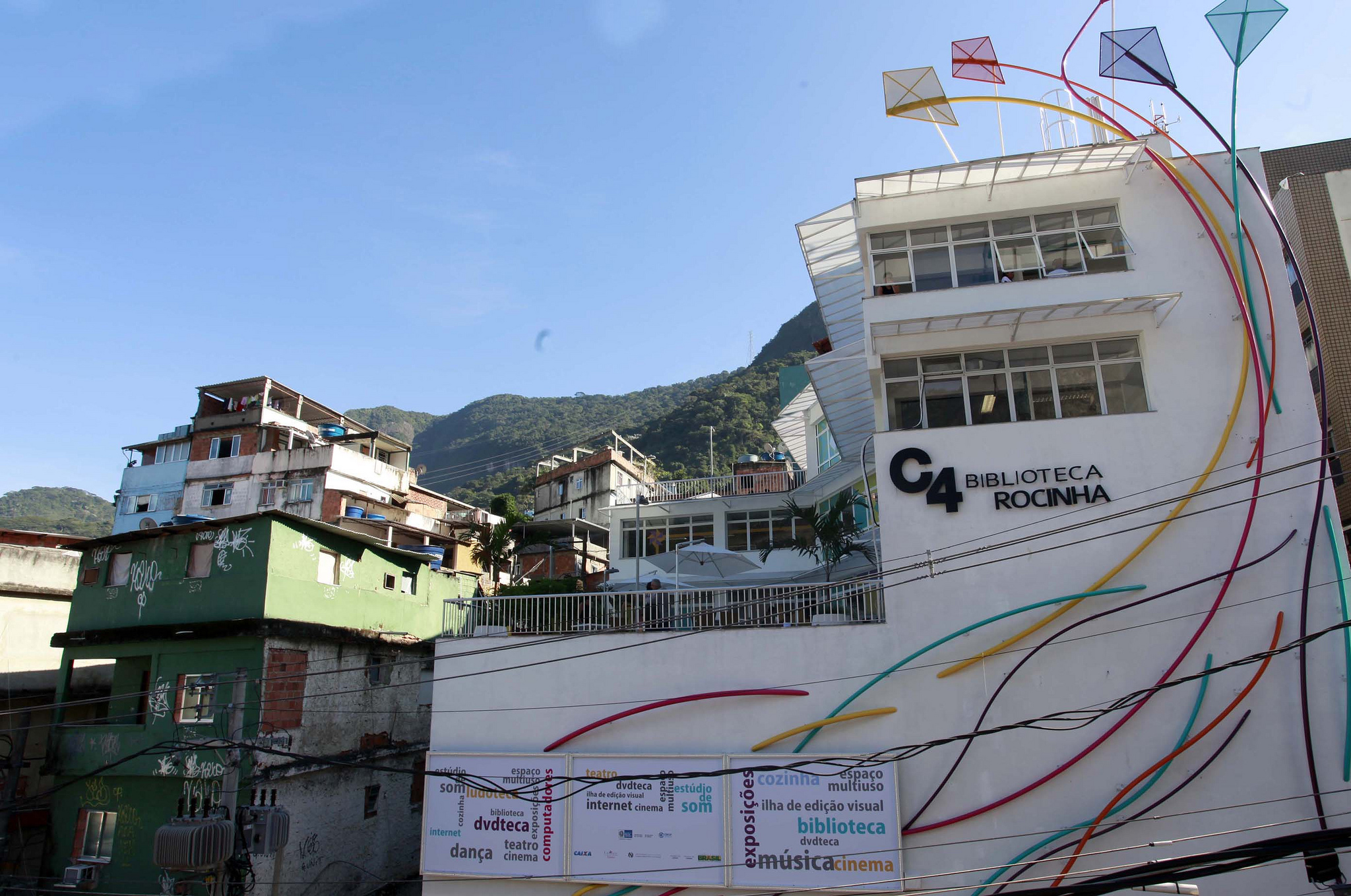
Exterior da Biblioteca Parque da Rocinha - C4, no Rio de Janeiro

Localizações
•	 Biblioteca Parque Tomás Carrasquilla A Quintana, Comunas 5, 6 e 7
•	 Biblioteca Parque Doce de Octubre, Comunas 5 e 6, no Noroeste de Medellín.
•	 Biblioteca Parque Las Estancias, Comunas 8 e 9, Centro-leste de Medellín.
•	 Biblioteca Parque Guayabal, Comuna 15, Sudoeste de Medellín. 
•	 Biblioteca Parque San Cristóbal, Corregimento de San Cristóbal, Leste de Medellín.
•	 Biblioteca Parque San Antonio de Prado, Corregimento de San Antonio de Prado, Sul de Medellín.

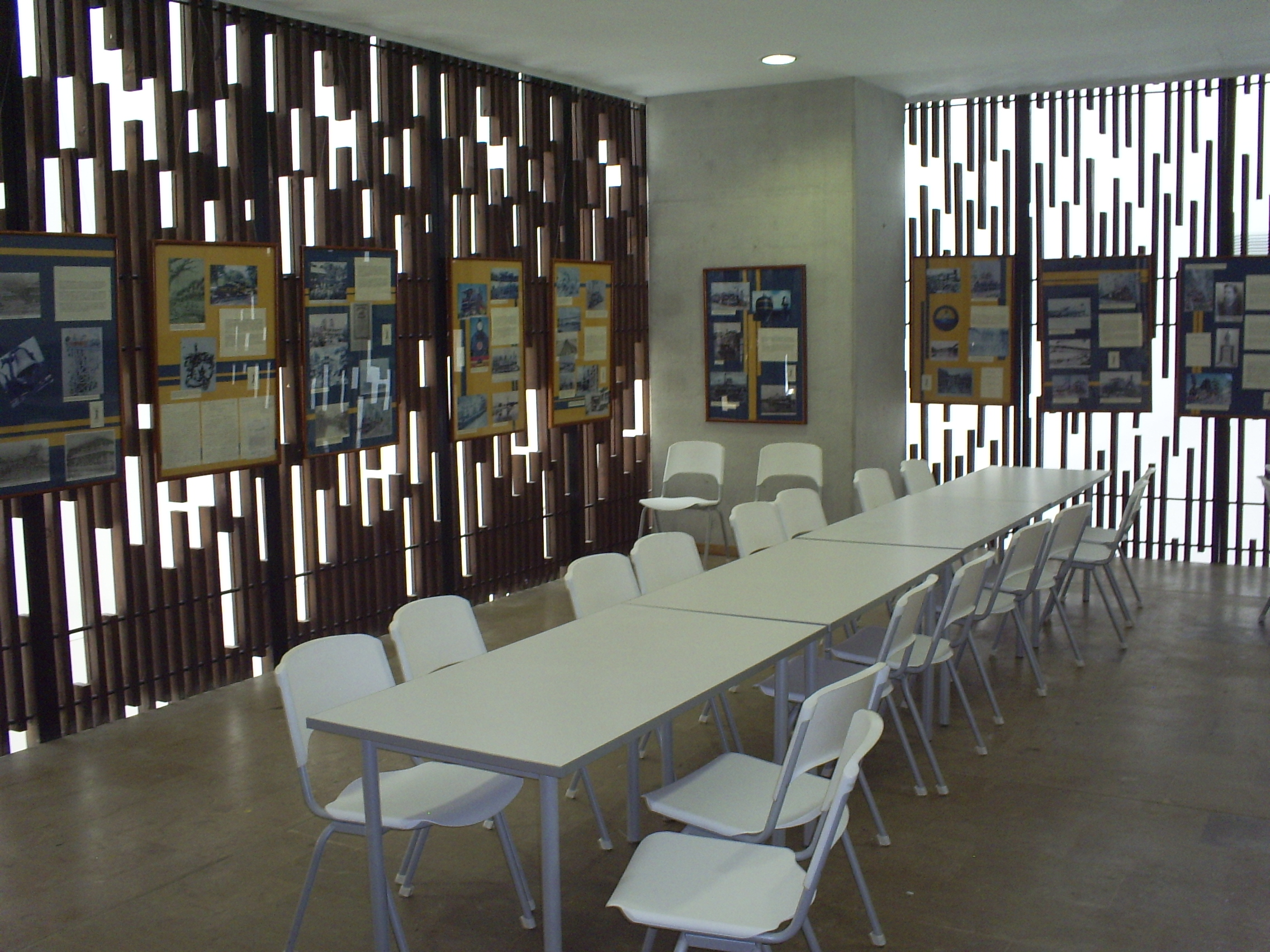
Interior da Biblioteca Parque España.

No Brasil, a primeira Biblioteca Parque foi inaugurada em 2010, na região de Manguinhos - RJ. Apesar do estado do Rio de Janeiro ter passado por crises financeiras que afetaram o funcionamento de suas Bibliotecas Públicas, foram inauguradas outras Bibliotecas Parques (até 2018). As bibliotecas atualmente estão em situação irregular, sofrendo desativações, reaberturas e mudanças na verba.
• Biblioteca Parque Estadual do Rio de Janeiro.
• Biblioteca Parque da Rocinha - C4.
• Biblioteca Parque Manguinhos.
• Biblioteca Parque Niterói.

## Rede de bibliotecas públicas de Medellín e sua Área Metropolitana
A rede de bibliotecas públicas da cidade de Medellín que tem sido merecedora dos reconhecimentos mencionados conforme à data (2009) pelas seguintes unidades (inclui a Área Metropolitana).
Bibliotecas em Medellín
•	

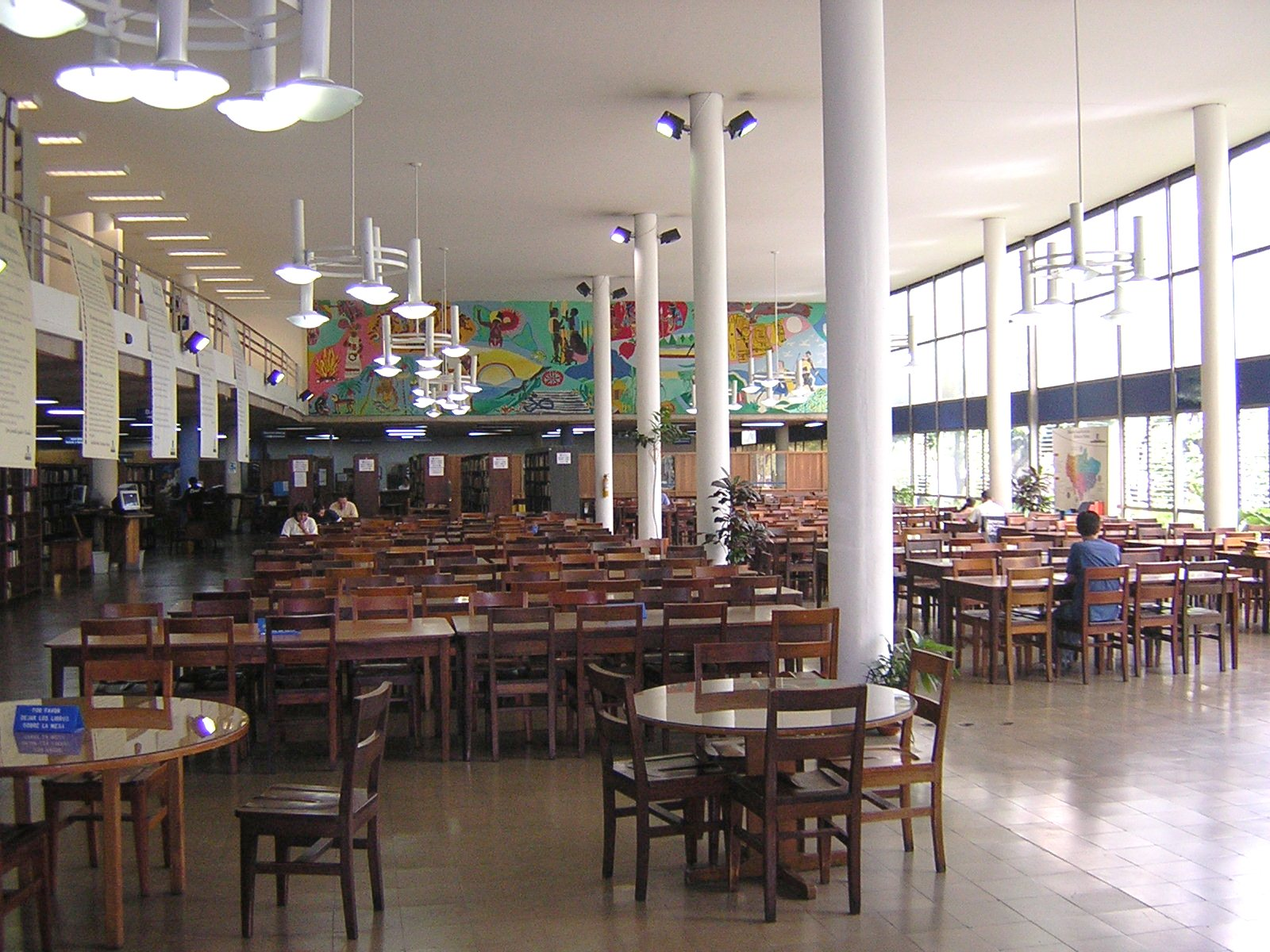
Aspecto interior Biblioteca Pública Piloto de Medellín.

	Biblioteca Pública Piloto y Filiales 
•	
	Biblioteca San Antonio de Prado
•	
	Biblioteca Juan Zuleta Ferrer
•	
	Biblioteca El Raizal “Fundação Bibliotecas Família”
•	
	Biblioteca Villatina
•	
	Biblioteca Carlos Castro Saavedra - Tren de Papel
•	
	Biblioteca San Javier La Loma

Bibliotecas Área Metropolitana
•	
	Barbosa
•	
	Belo
•	
	Caldas
•	
	Copacabana
•	
	Envigado
•	
	La Estrela
•	
	Girardota
•	
	Itagüí
•	
	 Sabaneta

Bibliotecas da Secretaria de Cultura Cidadã
•	
	Biblioteca Pública Popular N° 2
•	
	Biblioteca CREM Granizal
•	
	Biblioteca Fernando Gómez Martínez
•	
	Biblioteca La Floresta
•	
	Biblioteca Santa Elena
•	
	Biblioteca Palmitas
•	
	Biblioteca El Limonar
•	
	Biblioteca Santa Cruz

Outros Parques Biblioteca
	San Javier
•	
	España
•	
	La Ladera
•	
	La Quintana
•	
	Belén